# Río Andalién
Der Río Andalíen ist ein Fluss in Chile in der Region VIII Región del Bío-Bío. Er fließt durch die Metropolregion Gran Concepción, ist 130 Kilometer lang und entwässert ein Einzugsgebiet von 780 km².
Er entsteht aus dem Zusammenfluss der Bäche (esteros) Poñén und Curapalihue und fließt dann nach Westen auf die Stadt Concepción zu. Nachdem er die nördlichen Stadtteile durchflossen hat, wendet er sich nach Norden und mündet schließlich bei Penco in die südöstliche Ecke der Bahía de Concepción. Dabei bildet er streckenweise die Grenze zwischen ländlichen Teilen der Gemeinden Penco und Talcahuano.